# Blue Sapphire
Die Blue Sapphire ist ein Kreuzfahrtschiff, das Ende 1981 fertiggestellt und am 8. Januar 1982 als Europa für Hapag-Lloyd Kreuzfahrten in Fahrt gebracht wurde. Zur damaligen Zeit entsprach der Entwurf mit einer Länge von 200 Metern und einer Vermessung von 30.000 BRT dem größten Kreuzfahrtschiffsneubau der Welt. Das Schiff blieb bis 1999 bei Hapag-Lloyd Kreuzfahrten in Fahrt. Seit 2020 gehört die Blue Sapphire zum Touristikkonzern Anex Tour und fährt dort für die Marke Selectum Blu Cruises.

## Geschichte

### Bau und Indienststellung bei Hapag-Lloyd
In den 1970er Jahren zeichnete sich für Hapag-Lloyd immer deutlicher ab, dass die damalige, als Kungsholm gebaute Europa (IV) den immer höheren Ansprüchen ihrer Kreuzfahrtgäste nicht mehr entsprach und durch einen Neubau ersetzt werden musste. Deshalb plante Hapag-Lloyd eine neue Europa und schrieb 1977 diesen Auftrag aus. Grundspezifikationen für die Werften waren ein Fassungsvermögen für 600 Passagiere, die Mindestgröße der Kabinen von 21 Quadratmetern und ein Anteil von maximal 21 Prozent innenliegender Kabinen. Ein Zusammenschluss der Bremer Werften AG Weser und Bremer Vulkan gewann die Ausschreibung. 1978 beauftragte Hapag-Lloyd die Bremer Vulkan-Werft mit dem Bau der neuen Europa für einen Gesamtpreis von 176 Millionen DM. Die Kosten für die Werft waren letztlich mit etwa 260 Millionen DM aber wesentlich höher, so dass diese mit dem Bau einen Verlust einfuhr. Ursprünglich sollte die AG Weser die vordere Rumpfhälfte mit dem Kabinentrakt herstellen, zur Jahreswende 1979/80 wurde jedoch beschlossen, die Europa komplett beim Bremer Vulkan zu bauen.

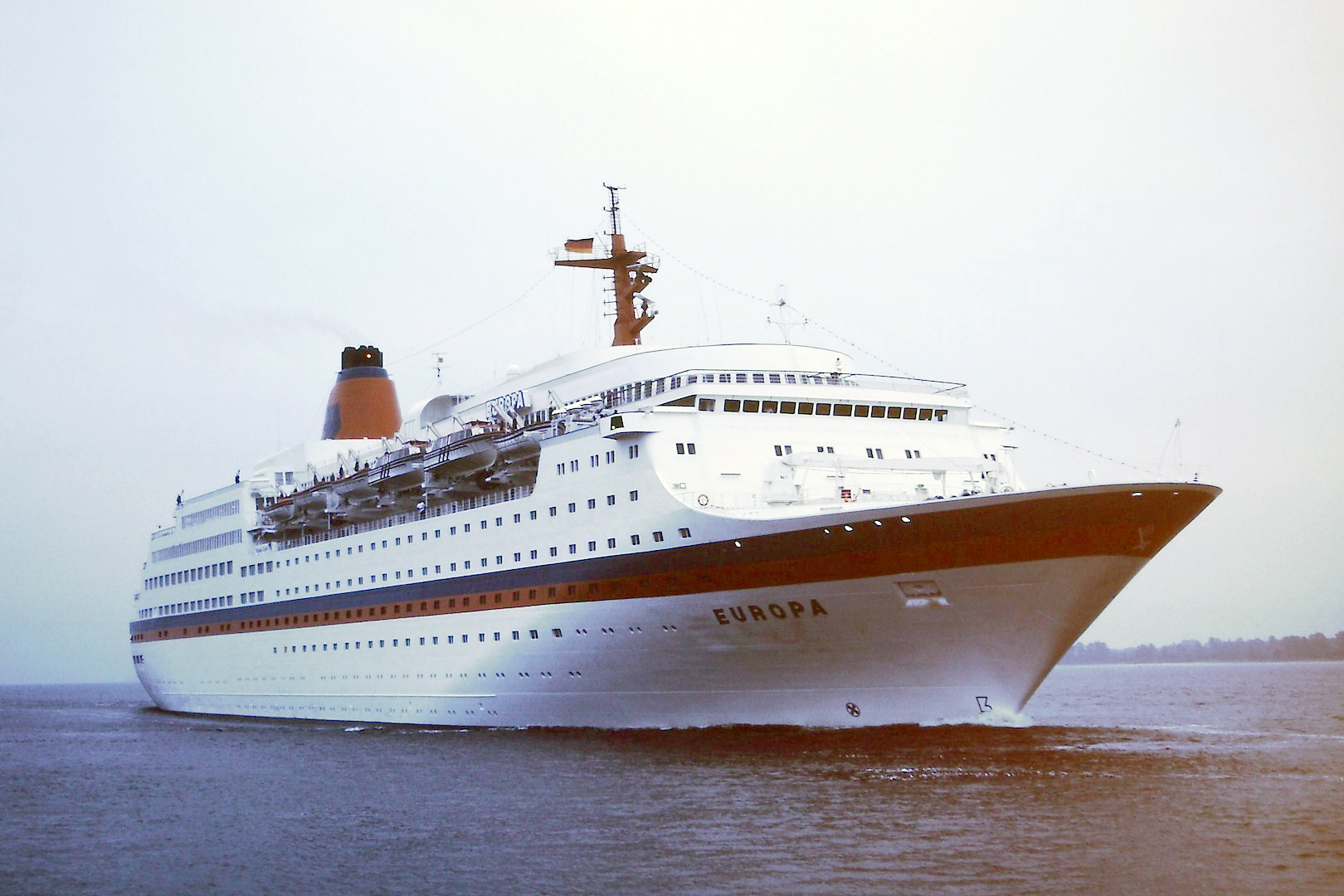
Die Europa (1985)

Die Kiellegung des Schiffes erfolgte am 1. April 1980, der Stapellauf und die Schiffstaufe durch die Präsidentin des Europäischen Parlaments, Simone Veil, erfolgte am 22. Dezember 1980 in Bremen-Vegesack. Etwa zwölf Monate später, am 6. Dezember 1981 folgte die Fertigstellung des Schiffes, das anschließend von Hapag-Lloyd Kreuzfahrten übernommen wurde. Die Jungfernfahrt startete am 8. Januar 1982 von Genua zu Zielen in Afrika.
Im ersten Jahr des Einsatzes der Europa konnte man zufrieden in die Zukunft blicken. Die Auslastung des Schiffes lag bereits bei 90 Prozent, obwohl die Passagierkapazität wesentlich höher war als die der alten Europa.
Zum 150-jährigen Firmenjubiläum von Hapag-Lloyd 1997 wurde bekanntgegeben, dass eine neue Europa (VI) gebaut werden soll. Diese wurde 1999 in Dienst gestellt. Damit endete nach einer Einsatzzeit von nur 17 Jahren die Ära der Europa (V) bei Hapag-Lloyd Kreuzfahrten.

### Star Cruises
Am 5. April 1998 kaufte Star Cruises aus Asien das Schiff. Bis zum 30. Juni 1999 wurde es noch von Hapag-Lloyd gechartert und am 1. Juli 1999 offiziell vom neuen Eigentümer in Hamburg übernommen. Bevor das Schiff das erste Mal für die neue Reederei auf Kreuzfahrt ging, wurde es für 15 Millionen US-$ bei der Sembawang-Werft in Singapur auf dem neuesten Stand gebracht und generalüberholt. Es wurden u. a. Balkone in den Suiten angebaut.
Das Schiff wurde unter dem Namen SuperStar Europe ab Oktober 1999 für Kreuzfahrten ab Laem Chabang, Thailand, eingesetzt. Im Februar 2000 wurde das Schiff auf SuperStar Aries umbenannt. Es lief weiterhin asiatische Häfen im Kreuzfahrtbetrieb an. Im März 2001 plante Star Cruises, das Schiff im Jahr 2002 an Orient Lines zu übertragen und es dort unter dem Namen Ocean Voyager laufen zu lassen. Die Anschläge vom 11. September 2001 machten diesen Plänen einen Strich durch die Rechnung, da sich die Zahl der Passagiere danach drastisch reduzierte. Daher wurde die SuperStar Aries für Kreuzfahrten nach Thailand und China eingesetzt.

### Pullmantur Cruises
Im März 2004 kaufte Pullmantur Cruises das Schiff und überführte es nach Spanien. Es wurde in Holiday Dream umbenannt und fuhr Kreuzfahrten im Mittelmeer ab Barcelona, Spanien, später kreuzte es in der Karibik. Da das Schiff erst ein paar Jahre vorher umgebaut worden war, änderte man nur die Dekorationen in den Innenbereichen.

### CDF Croisières de France

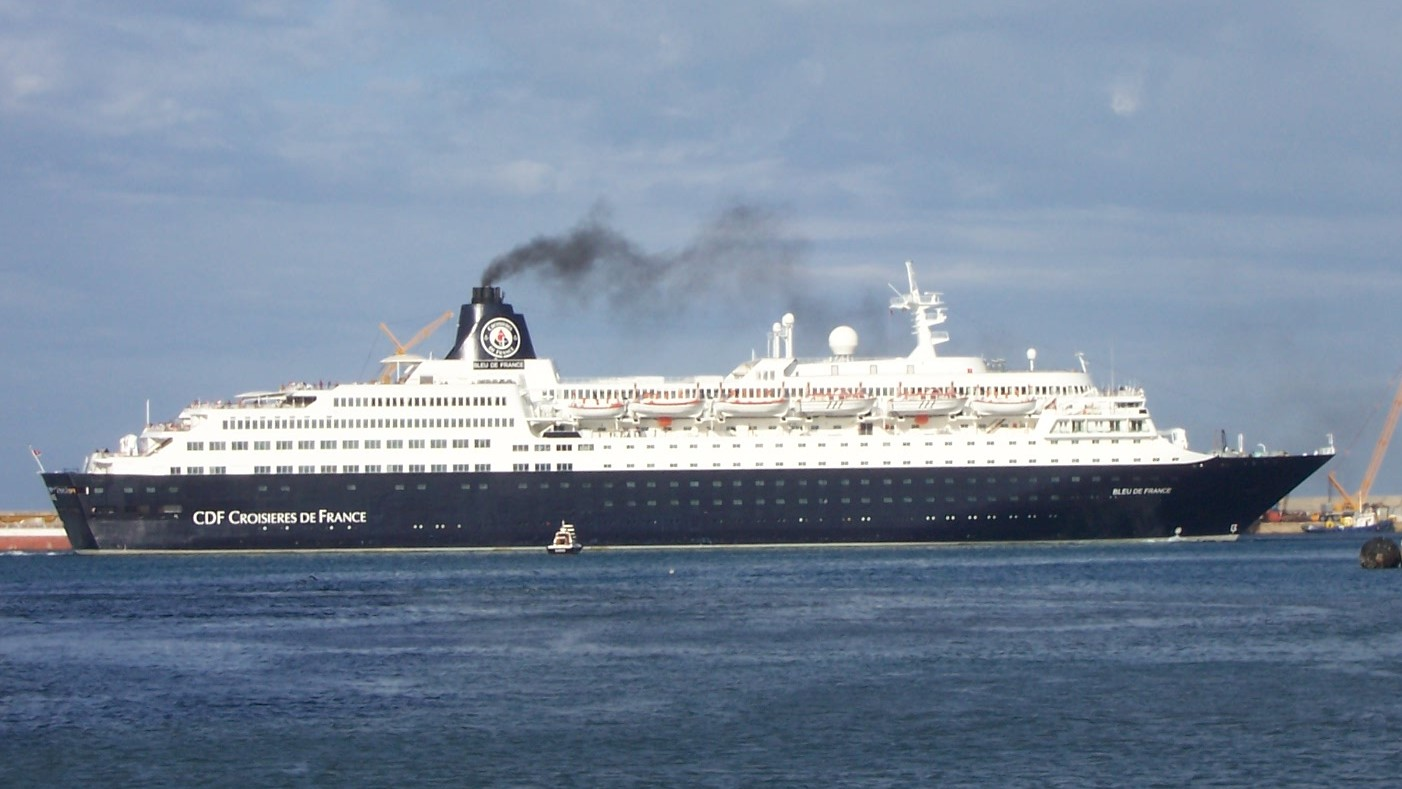
Das Schiff als Bleu de France

Im September 2007 gab Royal Caribbean International als neuer amerikanischer Eigentümer von Pullmantur Cruises bekannt, das Schiff aus der Karibik wegen möglicher Probleme mit der kubanischen Regierung abzuziehen und bei seiner Tochter CDF Croisières de France für den französischen Markt einzusetzen.  Hierzu wurde das Schiff im Frühjahr 2008 für 30 Millionen EUR bei MML Shipbuilding, Barcelona, umgebaut und an den französischen Markt. Nun fuhr das Schiff als erstes Schiff der französischen Reederei unter dem neuen Namen Bleu de France. In der Sommersaison wurde es für Kreuzfahrten im Mittelmeer ab Marseille eingesetzt, im Winter fuhr es in der Karibik zu Kreuzfahrten ab La Romana, Dominikanische Republik. Später fuhr es für die brasilianische CVC.

### Saga Cruises

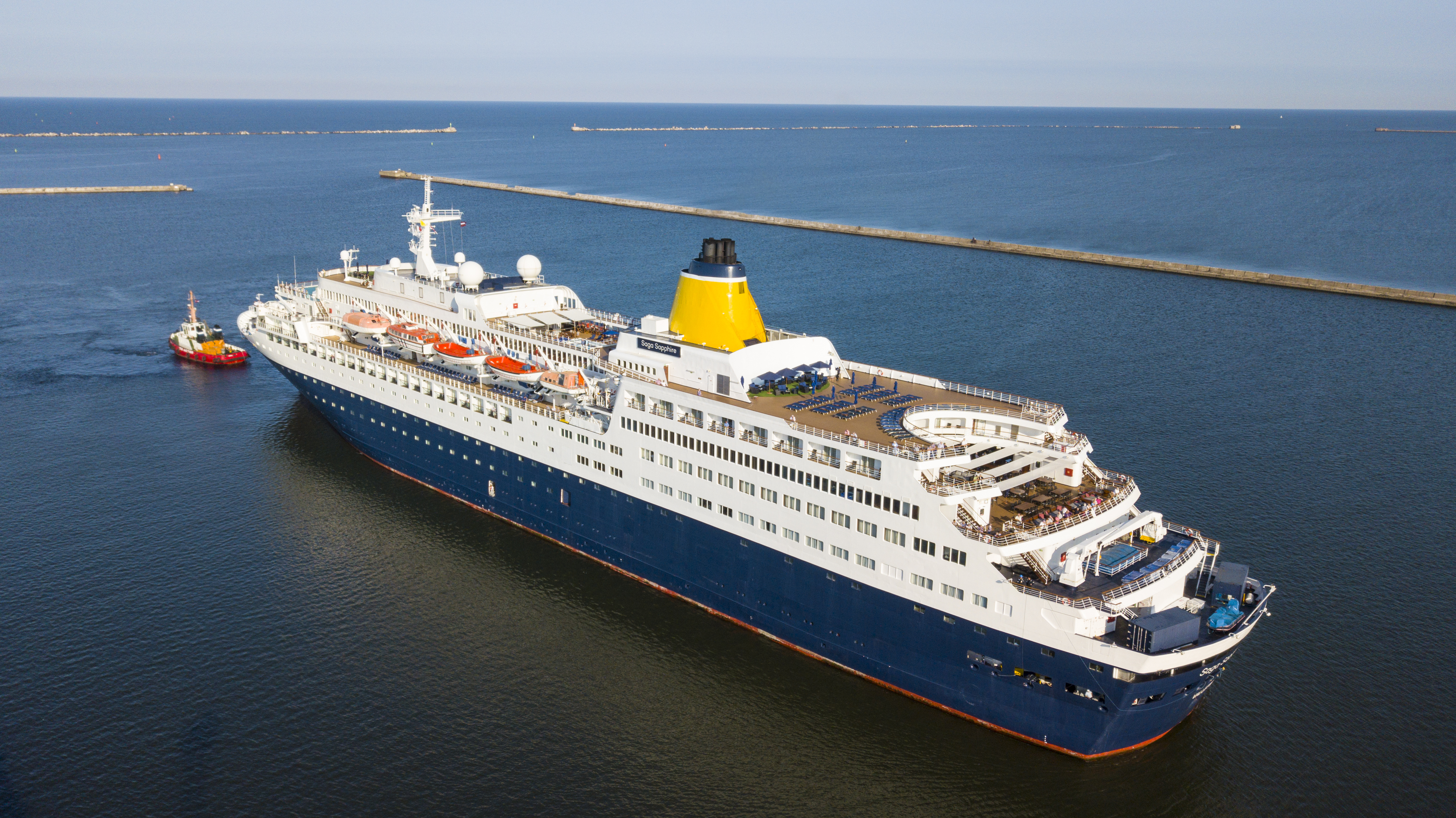
Saga Sapphire am Hafen von Liepāja, 2018

2011 bestätigte die britische Saga Cruises den Kauf der Bleu de France, die 2012 dort ihren Dienst aufnehmen sollte. Zwischen November 2011 und Februar 2012 wurde das Schiff auf der Fincantieri-Werft, Triest, überholt. Die Einrichtung wurde erneuert, neue Kabinen eingebaut, der Schiffsdiesel überholt und eine neue Außenbemalung angebracht. Das Schiff wurde in Saga Sapphire umbenannt.
Auf der ersten Fahrt Mitte April 2012 unter neuem Namen kam es zu einem Maschinenschaden, der die geplante Kreuzfahrt zunichtemachte. Die Passagiere erhielten ihren kompletten Reisepreis zurück und einen Rabatt für zukünftige Kreuzfahrten.
Ab März 2020 lagen beide Schiffe von Saga Cruises, die Saga Sapphire und die Spirit of Discovery, in Tilbury, um während der COVID-19-Pandemie bei Bedarf als schwimmende Krankenhäuser verwendet werden zu können.
2018 gab Saga Cruises bekannt, dass die Saga Sapphire 2020 durch den Neubau Spirit of Adventure abgelöst werden und die Flotte von Saga Cruises verlassen soll.

### Anex Tour
2019 schloss Anex Tourism Group mit Saga Holidays einen Vertrag zur Übernahme des Schiffes im Jahr 2020. Anex Tour übernahm das Schiff im Juni 2020, ehe es im Juli 2020 in Blue Sapphire umbenannt wurde. Sie wird unter der Marke Selectum Blu Cruises vermarktet. Am 28. August 2021 brach die Blue Sapphire in Antalya zur ersten Kreuzfahrt auf. Die Fahrt führte sie über Alexandria, Kusadasi und Marmaris und endete am 4. September in Antalya. Im Juni 2023 sagte Selectum Blu Cruises sämtliche kommenden Reisen ab. Ein Neustart war für Mai 2024 geplant, das Schiff ist seit Juli 2024 wieder in Betrieb.

### Zwischenfälle
- Am 3. August 1985 lief das Schiff vor der Küste von Grönland auf Grund. Drei Tage später wurde es wieder flottgemacht.
- Am Morgen des 29. Aprils 1992 stieß die Europa im dichten Nebel, circa 330 Kilometer vor Hongkong, mit dem griechischen Containerschiff Inchon Glory zusammen, welches beträchtliche Schäden am Heck verursachte. Glücklicherweise waren in diesen Abteilungen zum Zeitpunkt der Kollision keine Passagiere oder Besatzungsmitglieder, so dass kein Mensch zu Schaden kam. Die Europa wurde nach Kaohsiung, Taiwan geschleppt, wo die Passagiere von Bord gingen. Anschließend wurde das Schiff zur Reparatur nach Singapur überführt. Am 7. Juli 1992 nahm es seinen Dienst wieder auf. Die Inchon Glory wurde ab August 1992 in Huangpu verschrottet.